# Titulární biskup

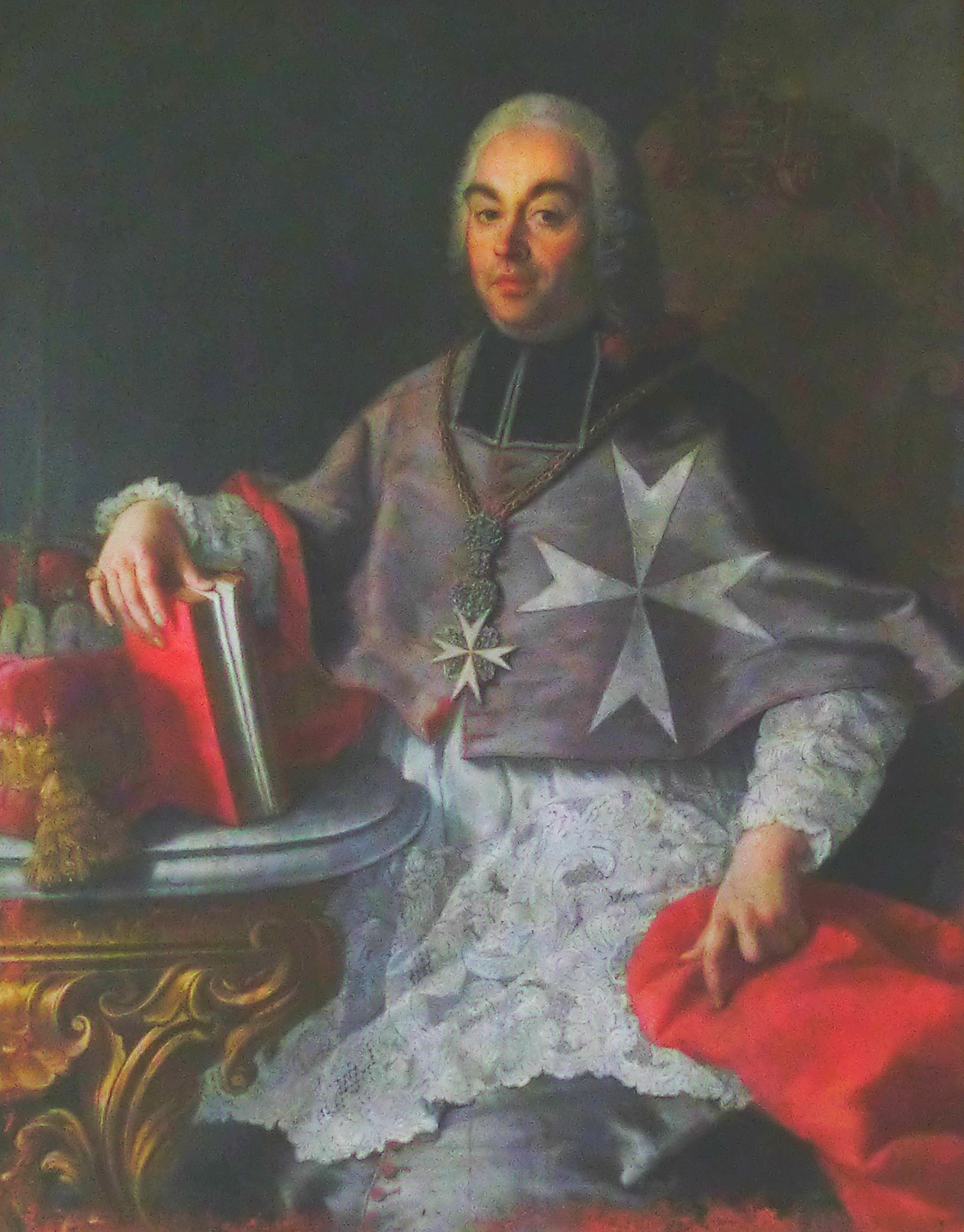
Mořic Adolf Saský, titulární arcibiskup farsalský. Titulární biskupství ve Farsale bylo při jeho jmenování 8. února 1730 pro hac vice povýšeno na arcibiskupství.

Titulární biskup je biskupem katolické či pravoslavné církve, který nespravuje skutečnou diecézi, ač byl řádně vysvěcen na biskupa. Stejně jako u diecézních biskupů existují titulární arcibiskupové.

## Charakteristika
Titulární biskupové působí jako pomocní biskupové, jako úředníci římské kurie nebo v diplomatických službách Svatého stolce, případně plní jiná speciální poslání, uložená jim buď papežem nebo biskupskou konferencí.
Tito biskupové nesou titul staré, dnes již neexistující (zaniklé) diecéze. Ty leží většinou v oblastech, jež byly v době pozdní antiky křesťanské, dnes jsou nicméně islámské, kupř. v severní Africe a Malé Asii. Existují však i zaniklé evropské diecéze, jejichž tituly se biskupům propůjčují, např. v Čechách leželo biskupství litomyšlské, zaniklé v husitských válkách (titul biskup litomyšlský nosil v letech 1982 až 2010 Jaroslav Škarvada, pomocný biskup pražský, od 21. května 2016 je jím Pavel Konzbul, pomocný biskup brněnský). Římskokatolická církev má asi 2 000 titulárních biskupství, ne všechna bývají ovšem propůjčována. A další mají též východní katolické církve (např. maronitská, řeckokatolické církve a další).

## Historie
Vznik instituce titulárního biskupství je svázán s dobou, kdy muslimové v 7. a 8. století dobývali křesťanské státy Východu, Afriky a Španělska. Biskupové, přinuceni k opuštění svých diecézí, po odchodu do křesťanských oblastí pomáhali tamním ordinářům. Doufajíce v brzký návrat na pro křesťany dočasně ztracená území, jmenovali papežové i po jejich smrti nástupce, dočasně jim zadávajíce pomocnou funkci v existujících diecézích či plnění různých jiných poslání. Onen stav trval stále déle a po porážce křížových výprav se ukázalo, že soupeření s islámem potrvá ještě dlouho.
Od 14. století se biskupové ordináři, potřebují-li světícího biskupa, obracejí s žádostí ke Svatému stolci. Vytvořil se zvyk jmenování nesídelních biskupů s tituly neexistujících diecézí, pomáhajících v práci biskupům residenčním. Takový biskup bez diecéze býval pak nazýván episcopus in partibus infidelium (biskup v krajích nevěřících [uchvácených nevěřícími]).

## Titulární diecéze
Teprve roku 1882 papež Lev XIII. zavedl označení episcopus titularis (titulární biskup). Titulární biskupové jsou členy místních biskupských konferencí.